# Parauchenoglanis ngamensis
Parauchenoglanis ngamensis és una espècie de peix de la família dels auquenoglanídids i de l'ordre dels siluriformes.

## Morfologia
- Els mascles poden assolir 38 cm de longitud total.[5][6]

## Alimentació
Menja peixets i invertebrats (com ara, caragols, gambes i insectes).

## Hàbitat
És un peix d'aigua dolça i de clima tropical (22 °C-26 °C).

## Distribució geogràfica
Es troba a Àfrica: conques dels rius Kasai i Zambesi-Okavango.